# Abergement-lès-Thésy
Abergement-lès-Thésy là một xã trong vùng hành chính Franche-Comté, thuộc tỉnh Jura, quận Lons-le-Saunier, tổng Salins-les-Bains. Tọa độ địa lý của xã là 46° 55' vĩ độ bắc, 05° 56' kinh độ đông. Abergement-lès-Thésy nằm trên độ cao trung bình là 680 mét trên mặt nước biển, có điểm thấp nhất là 619 mét và điểm cao nhất là 732 mét. Xã có diện tích 4.63 km², dân số vào thời điểm 2004 là 55 người; mật độ dân số là 12 người/km².